# 第118飛行隊 (イスラエル空軍)
イスラエル空軍 第118飛行隊（118 Squadron） は、イスラエル航空宇宙軍でCH-53 "Yasur"大型輸送ヘリコプターを運用している飛行隊である。
イスラエル空軍で最初にCH-53を運用した部隊であることから、ファースト・アルバトロス・スコードロン（The First Albatros Squadron）とも呼ばれる (ヘブライ語の"Yasur"は英語の"アルバトロス"、つまりアホウドリの意)。
また、ノクターナル・バーズ・オブ・プレイ（The Nocturnal Birds of Prey）などのニックネームでも知られる。

## 歴史

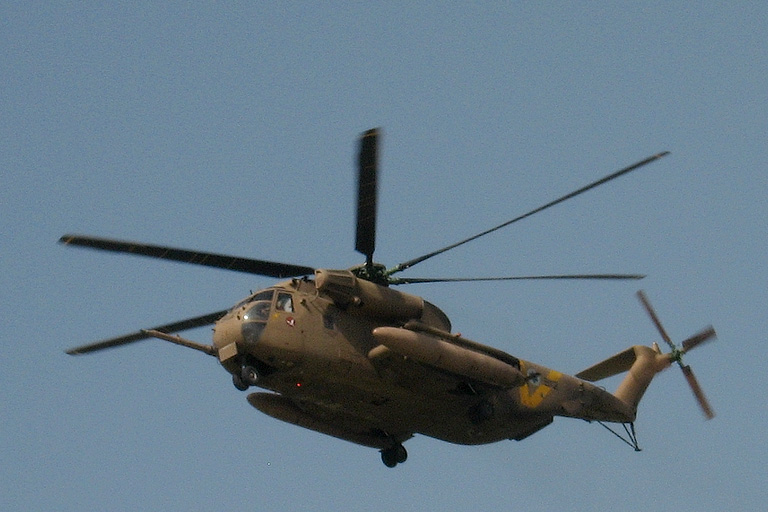
第118飛行隊のS-65C-3"Yasur"

イスラエル空軍は1969年8月にアメリカ合衆国のシコルスキー社で開発された大型輸送ヘリコプターである"S-65" (CH-53のシコルスキー社社内モデル名)の導入を開始し、この機種を運用する部隊として第118飛行隊がテルノフ空軍基地に編成された。
イスラエル空軍に導入されたモデルは"S-65C-3"と呼ばれ、これはアメリカ空軍向けの"HH-53C"相当の機種で、アメリカ海兵隊に配備されていたCH-53A/CH-53Dとの相違点としては、機体側面のスポンソン部分がやや小型で燃料タンクが装着されている事、機首部分に空中給油プローブが装備されている点などが挙げられる。
第118飛行隊のS-65C-3は導入直後の1969年12月に早速実戦に投入された。12月26日から27日にかけて実施されたルースター53作戦において、エジプト領内、スエズ運河沿岸に配備されていたソ連製の地上配備型防空レーダー"P-12"を鹵獲するため、第114飛行隊のSA 321K シュペルフルロンと共に空挺旅団の隊員を載せてエジプト領内に侵入し、第118飛行隊のS-65は重さ4トンのP-12レーダーを吊り下げてイスラエル領内への帰還に成功した。
1973年の第四次中東戦争の時点では、第118飛行隊は12機のS-65を運用していた。S-65は重砲の空輸や負傷者の搬送に活躍し、10月9日には負傷者を乗せた1機のS-65がシナイ半島上空でエジプト空軍の4機のSu-7、および4機のMiG-21に遭遇したが、回避機動の末逃げ切る事に成功した。この戦争の後、アメリカからの緊急供与を受け、第114飛行隊もCH-53を運用するようになった。
1991年には、アメリカ海兵隊から放出された中古のCH-53A 10機が第118飛行隊に追加配備された。これらは導入直後はアメリカ海兵隊の迷彩塗装のままで、空中給油プローブなども装備されていなかったが、後に他のS-65C-3（HH-53）と同様の状態に改修された。また1990年代にはCH-53/S-65の近代化改修プログラム"Yasur 2000"が進められ、1993年から引渡しが開始されている。
1997年2月4日には、"ヘリコプターの災厄"として知られる悲惨な事故が発生した。レバノン南部に向かうため兵士を載せてテルノフ空軍基地を離陸した2機のS-65がイスラエル北部で空中衝突し、2機に搭乗していた計73人の兵士、搭乗員が全員死亡したもので、これは1977年5月10日に第114飛行隊のCH-53が訓練中に墜落し、54名が死亡した事故を上回るイスラエル空軍過去最大の航空事故被害となった。この事故は2000年にイスラエル軍がレバノンから撤退した事の大きな契機の一つとなったと考えられている。
また、こういった事故もあり、イスラエル空軍はCH-53の後継としてV-22 オスプレイの導入等を検討していたがこちらが順調に進まなかった事もあり、"Yasur 2000" の更なる寿命延長プログラムとして2007年より "Yasur 2025" 計画が実施されている。
しかしながら、2010年7月26日には、ルーマニア軍との合同軍事訓練のためルーマニアを訪れていた第118飛行隊のS-65C-3がカルパティア山脈の山中に墜落し、搭乗者全員 (イスラエル兵6名、ルーマニア兵1名)が死亡する事故が発生した。この事故は悪天候、視界不良に基づく人的ミスが直接の原因であると結論付けられた。尚、この事故で亡くなったルーマニア兵士の遺族には、殉職したイスラエル兵士の遺族に対するものと同じ内容の遺族年金がイスラエルから支給される事が発表されている。